# La Bâtie-Vieille
La Bâtie-Vieille ist eine französische Gemeinde im Département Hautes-Alpes in der Region Provence-Alpes-Côte d’Azur. Sie gehört zum Kanton Tallard im Arrondissement Gap. Die Bewohner nennen sich Bastidons. La Bâtie-Vieille heißt auf Provenzalisch „La Bastio“ oder „La Bastié“. Der Ortsname bedeutet Bastide.

## Geographie
Die Gemeinde befindet sich fünf Kilometer von La Bâtie-Neuve, acht Kilometer von Gap, elf Kilometer von Chorges und 21 Kilometer von Tallard entfernt und grenzt im Norden an La Rochette, im Nordosten an La Bâtie-Neuve, im Osten an Avançon, im Süden an Saint-Étienne-le-Laus und im Westen an Rambaud.

## Bevölkerungsentwicklung
| Jahr      | 1962 | 1968 | 1975 | 1982 | 1990 | 1999 | 2008 | 2012 | 2018 |
| --------- | ---- | ---- | ---- | ---- | ---- | ---- | ---- | ---- | ---- |
| Einwohner | 107  | 106  | 89   | 166  | 208  | 246  | 268  | 301  | 333  |